# Leopoldinija
Leopoldinija (lat. Leopoldinia), rod palmi smješten u vlastiti tribus Leopoldinieae, dio potporodice Arecoideae. Sastoji se od tri vrste iz tropske Amerike.

## Vrste
1. Leopoldinia major Wallace
2. Leopoldinia piassaba Wallace
3. Leopoldinia pulchra Mart.